# Фарлей
Фарлей Виейра Роза (порт.-браз. Farley Vieira Rosa; 14 января 1994, Санту-Антониу-ду-Жасинту, Минас-Жерайс, Бразилия) — бразильский футболист, полузащитник клуба «Тяньцзинь Цзиньмэнь Тайгер».

## Биография
В шесть лет стал заниматься футзалом, однако затем переключился на футбол. В 11 лет Фарлей переехал в Белу-Оризонти, где стал занимался футболом в школе бразильского клуба «Крузейро». Во время одной из игр за «Крузейро» Фарлея заметил селекционер из лиссабонского «Спортинга». В итоге, в 14 лет он переехал в Португалию и стал членом академии «Спортинга». Вместе с командой выигрывал чемпионат Португалии для юношей до 18 лет. Участвовал в играх молодёжного турнира NextGen Series. В сезоне 2012/13 вместе с командой занял третье место в этом турнире, в финале «Спортинг» обыграл сверстников из лондонского «Арсенала» (1:3). За два сезона выступлений в турнире Фарлей провёл 6 игр и забил 2 гола.
Летом 2013 года будучи клиентом агента Марсело Робалиньо подписал контракт с клубом «Севастополь», который во второй раз в своей истории вышел в Премьер-лигу Украины. В новой команде бразилец взял 50 номер. 21 июля 2013 года Фарлей дебютировал в чемпионате Украины во втором туре в матче против донецкого «Шахтёра», благодаря тому, что Артур Карноза получил повреждение. Главный тренер Олег Кононов выпустил бразильца с первых минут игры, однако заменил его на 75 минуте на Антона Крамара. Встреча закончилась поражением крымчан со счётом (1:3).
Свой единственный гол в сезоне забил 31 августа 2013 года в игре против львовских «Карпат», на 53 минуте с передачи Игора Дуляя поразил ворота Александра Ильющенкова. Этот гол принёс минимальную победу «Севастополю» (1:0). В сентябре 2013 года сайт Football.ua включил Фарлея в список самых полезных трансферов среди украинских команд, бразилец занял 10 место. По итогам сезона 2013/14 «Севастополь» занял 9 место, бразилец сыграл в 22 матчах и забил 1 гол. В июне 2014 года Фарлей, как и все игроки «Севастополя» получили статус свободных агентов, так как клуб прекратил своё существования в результате аннексии Крыма Россией.
Летом 2014 года стал игроком лимасольского «Аполлона». В составе команды провёл 3 игры и забил 1 гол (ворота «Цюриха») в рамках группового этапа Лиги чемпионов. В сезоне 2014/15 «Аполлон» занял третье место в чемпионате Кипра, а Фарлей сыграл в 24 матчах и забил 1 гол.

## Достижения
- Бронзовый призёр чемпионата Кипра (1): 2014/15

## Статистика
| Сезон   | Клуб              | Лига                 | Чемпионат | Чемпионат | Кубок | Кубок | Дубль | Дубль | Еврокубки | Еврокубки |
| Сезон   | Клуб              | Лига                 | Игры      | Голы      | Игры  | Голы  | Игры  | Голы  | Игры      | Голы      |
| ------- | ----------------- | -------------------- | --------- | --------- | ----- | ----- | ----- | ----- | --------- | --------- |
| 2013/14 | Севастополь       | Премьер-лига Украины | 21        | 1         | 1     | 0     | 2     | 0     |           |           |
| 2014/15 | Аполлон (Лимасол) | Чемпионат Кипра      | 24        | 1         | 2     | 0     |       |       | 3         | 1         |